# Det Danske Kulturinstitut
Dansk Kulturinstitut (DKI) er en selvejende institution, som har en 4-årig rammeaftale med Kulturministeriet. Instituttet har eksisteret siden 1940. I mere end 80 år har formålet været at fremme interkulturel dialog på tværs af landegrænser via kunst og kultur.
Dansk Kulturinstitut er stiftet af Folmer Wisti under navnet Det Danske Selskab, som havde til formål at skabe gensidig forståelse gennem oplysning om Danmark og udveksling af kultur, ideer og erfaringer på tværs af landegrænser. De tanker fik han under et studieophold i Warszawa i Polen i 1931. I 1989 ændrede Det Danske Selskab navn til Det Danske Kulturinstitut, og siden 2016 til Dansk Kulturinstitut.
De første afdelinger i udlandet blev oprettet i 1947 i Polen og England. I dag har Dansk Kulturinstitut hovedkontor i København og institutter i: (Polen indtil 31.12.2020), Letland, Kina, Brasilien, Indien og Rusland (som har indstillet alle aktiviteter fra og med 28. februar 2022 på ubestemt tid). Herudover har Dansk Kulturinstitut projekter i Ukraine, Tyrkiet og Belarus.
Sammen med danske og internationale partnere udvikler Dansk Kulturinstitut en lang række kultur- og samfundsrelevante begivenheder og projekter.
Institutterne i udlandet har via deres lokale forankring en stor viden om kulturen i den region, de arbejder i, og et stærkt netværk i kultursektoren og blandt samfunds- og uddannelsesinstitutioner, myndigheder og NGO’er. 
HKH Kronprinssese Mary er protektor for Dansk Kulturinstitut. Camilla Mordhorst er direktør.